# Sâa Kossa Touré
Pour les articles homonymes, voir Touré.
Sâa Kossa Touré est un député et homme politique guinéen.
Il député à l'Assemblée nationale du 22 avril 2020 au 5 septembre 2021.

## Biographie
Il est membre du parti Mouvement des patriotes pour le développement (MPD),,.
Investi par le MPD, il est élu député lors des élections législatives du 22 mars 2020. Touré est le rapporteur de la commission comptabilité et contrôle de l'Assemblée nationale du 22 avril 2020 jusqu'au 5 septembre 2021.